# 新牛津英语词典
新牛津英语词典（The Oxford Dictionary of English (ODE)）是一部由牛津大学出版社出版的单卷英语词典，第一版以The New Oxford Dictionary of English (NODE)（新牛津英语词典）之名于1998年出版。2003年出版第二版时，书名中的“New”一词被删去。该词典并不是基于牛津英语词典（Oxford English Dictionary）（OED）编撰而成的，因此不应误认为是后者的更新版本。新牛津英语词典是一部尽可能如实地收录当代英语单词释义及用法的英语词典，与含有历史释义的牛津英语词典等历史词典不同。
该词典的第二修订版（The Revised Second Edition）包含355,000个单词短语及释义，包括传记引文及上千的百科词条。2010年出版的第三版新增了包括“vuvuzela”等单词在内的部分新词。
该词典目前为牛津大学出版社出版的最大的单卷英语词典。